# Marco Borsato
Marco Roberto Borsato (Alkmaar, Hollandia 1966. december 21.) népszerű holland énekes. Korábban olasz nyelvű dalokat énekelt, míg 1994-ben át nem váltott a holland nyelvre. Felesége Leontine Ruiters, három gyerekük van (Luca, Senna és Jada).

## Élete
Marco Alkmaarban született, az olasz Roberto Borsato és a holland Mary de Graaf gyermekeként. Van két testvére, Armando és Sylvana. A család Olaszországba költözött, ahol az apja egy éttermet vezetett Gardában. Marco elég jelentős időt töltött Olaszországban és folyékonyan beszél olaszul.
Marco énekesi karrierjét a holland Soundmixshow megnyerésével kezdte 1990. április 7-én, Billy Vera dalának, az At This Moment" feldolgozásával.
Három albumot adott ki olaszul, de nagyobb ismertségre akkor tett szert, amikor kiadott egy holland nyelvű albumot is. A Dromen Zijn Bedrog kislemeze a holland listák első helyére került.
Sok holland nyelvű dala valójában olasz dalok feldolgozásai vagy olasz alapúak (például Riccardo Fogli, Giorgia, Riccardo Cocciante, Claudio Baglioni, Marco Masini vagy Zucchero dalai). Riccardo Cocciante dalának, a Margheritának a feldolgázásal nagy sikert aratott.

## Egyéb tevékenysége
Marco Borsato a holland NGO Háborús Gyerekek szervezetének nagykövete. A 2008-ban kiadott Wit Licht című albumának első száma, a Was mij ("Moss meg") a háborús gyerekeről szól.

### Díjak
- 1996 - 2006 TMF-díj (Legjobb holland énekes) - 11-szer
- 1997 két Edison-díj (Legjobb énekes, Az év legjobb kislemeze)
- 1999 Golden Harp (John Ewbankkal együtt)
- 2000 Hitkrant-díj a Binnen dalért
- 2000 A Legjobb album (Luid en duidelijk) és a Legjobb énekes díja
- 2001 Edison (Legjobb énekes)

## Diszkográfia
| Év   | Album                               | Listás helyezése | Listás helyezése | Hollandia (eladások)    | Belgium (eladások)     |
| Év   | Album                               | NL               | BEL              | Hollandia (eladások)    | Belgium (eladások)     |
| ---- | ----------------------------------- | ---------------- | ---------------- | ----------------------- | ---------------------- |
| 1990 | Emozioni                            | 48               | NR               |                         | NR                     |
| 1991 | Sento                               | -                | NR               |                         | NR                     |
| 1992 | Giorno per giorno                   | -                | NR               |                         | NR                     |
| 1994 | Marco                               | 2                | NR               | 2x platina (160,000)    | NR                     |
| 1995 | Als geen ander                      | 1                | NR               | 4x platina (320,000)    | NR                     |
| 1997 | De waarheid                         | 1                | NR               | 6x platina (480,000)    | NR                     |
| 1998 | De bestemming                       | 1                | NR               | 5x platina (400,000)    | NR                     |
| 2000 | Luid en duidelijk                   | 1                | NR               | 4x platina (320,000)    | NR                     |
| 2002 | Onderweg                            | 1                | 1                | 3x platina (280,000)    | Platina (30,000)       |
| 2002 | Onderweg: Live in De Kuip           | 1                | 2                | Platina (80,000)        |                        |
| 2004 | Zien                                | 1                | 1                | 4x platina (320,000)    |                        |
| 2004 | Zien: Live in de Kuip 2004 (CD/DVD) | 1                | 1                | Platina (80,000)        |                        |
| 2006 | Symphonica in Rosso(CD/DVD)         | 1                | 1                | 4x Platina (280,000)    | Arany (15,000)         |
| 2008 | Wit Licht (CD)                      | 1                | NR               | 3x platina              | NR                     |
|      |                                     |                  | Teljesen         | 33x platina (2,720,000) | Platina+Arany (45,000) |